# La gatta sul tetto che scotta (opera teatrale)
La gatta sul tetto che scotta (Cat on a Hot Tin Roof) è un'opera del drammaturgo statunitense Tennessee Williams, composta nel 1954. Per quest'opera Williams venne insignito del Premio Pulitzer (il secondo, dopo quello ottenuto per Un tram che si chiama Desiderio nel 1948).
L'opera, concepita come un dramma in tre atti, venne vagliata da Elia Kazan, incaricato alla regia per la prima assoluta, il quale ritenne necessari alcuni rimaneggiamenti sul terzo atto: nelle moderne rappresentazioni si usa solitamente mettere in scena solo alcune parti della seconda revisione, cercando di mantenere inalterato il lavoro del drammaturgo.
Dall'opera è stato tratto l'omonimo film del 1958, diretto da Richard Brooks, in cui Paul Newman ed Elizabeth Taylor interpretarono rispettivamente Brick e sua moglie Maggie.

## Trama
La scena si svolge, nel corso dei tre atti, interamente nella camera da letto di Brick e Maggie.
La famiglia Pollitt si ritrova riunita nell'immensa proprietà terriera di Big Daddy, padre di Brick e Gooper, per festeggiare il compleanno del patriarca. In realtà la riunione ha un secondo fine: ammalato da tempo di cancro al colon, Big Daddy sta per festeggiare il suo ultimo compleanno inconsapevole della sua situazione di salute.
Brick e Maggie portano avanti un matrimonio senza sesso. Maggie, innamorata perdutamente del marito, ex sportivo ed attualmente infortunato ad una caviglia, è stanca della situazione e gli chiede di desiderarla, non riuscendo però a solleticare minimamente le fantasie dell'uomo: questi, da tempo alcolizzato, non la degna di considerazione, assorto completamente nelle nebbie dell'alcol. Si scherma dagli attacchi della moglie con risposte brusche, fornendo una serie di risposte evasive a ogni domanda di lei.
Mae e Gooper sanno della mancata intesa sessuale tra i due: interessati principalmente a salvaguardare i propri interessi riguardo alla futura e cospicua eredità che li attende, si mostrano premurosi nei confronti di Big Daddy il quale, da orgoglioso e sarcastico uomo tutto d'un pezzo, mal tollera il loro comportamento e la loro presenza. Mae in particolare non perde occasione per ricordare a Maggie della di lei mancanza di figli, proferendo battute al vetriolo.
Durante un acceso scontro verbale tra Maggie e Brick, la donna asserisce di sentirsi come "una gatta su un tetto che scotta", decisa a non cadere giù: ha, infatti, conquistato con fatica una posizione sociale e non vuole tornare nelle sofferenze della povertà. Il suo sogno è coronare l'ideale d'amore che si è prefissata mediante una desiderata gravidanza. Brick non tollera le sue affermazioni, e Maggie lo incalza pesantemente, accusandolo di essere un alcolista per la perdita del suo più caro amico, Skipper, un ex compagno di squadra innamorato di Brick e, forse, da lui ricambiato. Skipper è morto suicida per l'amore inconfessato tra i due, e Maggie afferma di aver avuto con Skipper un incontro sessuale per sentirsi "più vicina" al marito. Sia lei che l'ex amico hanno agito nel desiderio di sentire nell'altro la presenza di Brick.
I festeggiamenti per il compleanno di Big Daddy interrompono il litigio: Brick non vuole partecipare alla festa, mentre Maggie lo prega di essere più umano nei confronti del padre, destinato a una morte certa e veloce. Big Daddy irrompe nella stanza dicendo di non voler alcuna festa e desideroso di parlare con il figlio riguardo alla di lui penosa situazione di uomo alla deriva. Durante l'acceso scontro verbale tra i due, Big Daddy sembra capire il motivo della sofferenza di Brick e sembra, velatamente, di capire quale sentimento lo legasse al compagno Skipper. Nel gioco di "detto e non detto", non si percepisce la posizione assunta dal patriarca nei confronti di una possibile omosessualità del figlio. Una palese affermazione fa intendere che la stanza dove si svolge il dramma fosse originariamente condivisa da due uomini, comproprietari del terreno ora di proprietà dei Pollitt. Nel corso della discussione, Brick svela al padre la verità sul suo stato di salute: Big Daddy capisce che gli hanno mentito ed esce dalla stanza inveendo contro tutti. 
Poco dopo, anche a Big Mama viene detta la verità sulla salute di Big Daddy. Sconvolta, cerca conferma nelle parole del dottore, il quale non può che confermare: non si tratta di spasmo al colon come affermato precedentemente ma di un tumore inguaribile. Mae e Gooper tentano di presentarle un piano per la futura divisione dell'eredità, ma Big Mama risponde sdegnata di fronte alla loro rapacità: anche Maggie interviene e finisce con l'essere accusata di essere anch'essa un'opportunista.
Nella scena finale, Big Daddy rientra attirato dalle urla della famiglia in preda ai litigi: qui Maggie gli fa un regalo, mentendo sul suo stato. Gli dice infatti di essere incinta di Brick, Big Daddy le crede e dice a Gooper di convocare il notaio per la mattina successiva per poter fare testamento. Mae e Gooper escono dalla stanza non credendo affatto che Maggie sia incinta. Maggie rimasta sola con Brick getta dalla finestra tutte le bottiglie di whisky rimaste. Lo spettacolo si chiude con Maggie che invita Brick a far l'amore per rendere vera la sua bugia.

## Analisi
Il tema portante del dramma è l'ipocrisia: esso pervade e filtra tutti gli altri elementi del dramma, che possono ricondursi ai temi della sessualità, degli schemi sociali e della morte.
Tutti i personaggi principali mentono, e non solo ai loro comprimari: molto spesso la bugia è un vero e proprio rifiuto di credere alla realtà dei fatti, preferendo continuare a vivere in situazioni fintamente serene che nascondono verità tremende ma ineluttabili.

### Sesso e sessualità
Fin dalle prime battute è chiaro come il sesso sia un elemento chiave del dramma, filtrato, come già detto, dall'ipocrisia: Brick si rifiuta di far l'amore con Maggie e la ragazza è dolorosamente ansiosa di poterlo fare; tuttavia il suo obiettivo primario non è quello di amare a fondo suo marito, ma di dare un nipote a Big Daddy e rientrare nelle sue grazie.
Viene suggerito (ma mai confermato) che Brick sia latentemente omosessuale: odia quindi Maggie tanto per una questione di sessualità quanto per il fatto che avrebbe portato al suicidio il suo presunto amante Skipper dopo aver fatto l'amore con lui. In ogni caso Maggie risulta essere la "copertura" di Brick, sia che egli sia omosessuale sia che non lo sia.
Nella lunga scena del confronto tra Brick e Big Daddy, invece, il ragazzo fa spesso riferimento all'ipocrisia di suo padre, che lo guarderebbe di cattivo occhio non per la mancanza di un figlio, ma per il sospetto della sua omosessualità.

### Schemi sociali
Come già detto, Maggie vuole concepire un figlio non per reale amore nei confronti di Brick (che pure sembra esserci realmente), ma per compiacere Big Daddy, temendo che questi, avendo tolto il favore a Brick, non lo nomini erede in prossimità della sua morte annunciata.
Maggie afferma chiaramente di non voler tornare a essere povera com'era prima di sposare Brick; l'ipocrisia sta nel fatto che di fronte alla famiglia ella si comporti come una mogliettina adorante.
Sempre nel dialogo tra Brick e Big Daddy il protagonista dice di soffrire dell'ipocrisia della società, che non accetta nemmeno l'idea che un uomo possa amare un altro uomo, ma che al tempo stesso non ne parla e finge che il problema non si ponga nemmeno.
Gooper e Mae, infine, ricoprono di attenzioni i genitori non per reale e disinteressato affetto, ma per ottenere la direzione dell'azienda, che li renderebbe ricchi e socialmente accettati.

### La morte
Un tema ricorrente del dramma è quello della morte di Big Daddy. In questo caso, tutti i membri della famiglia nei primi due atti tengono nascosto il cancro terminale dell'uomo, dicendo addirittura che si tratta di un innocuo spasmo; dietro questa bugia, però, non si nasconde affettuosa pietà, ma una rete di ignobili interessi: Maggie, Gooper e Mae vogliono che Big Daddy si senta tranquillo in modo da poter valutare con attenzione a chi lasciare il suo patrimonio.
Non è un caso che sia Brick, l'unico a cui non interessi davvero nulla della sorte del padre, a gridargli la verità.

### La conclusione
Alla fine della rappresentazione nessuno di questi tre temi portanti trova risoluzione: i personaggi preferiscono vivere nella menzogna piuttosto che affrontare la scomoda realtà una volta per tutte.
Anche se tutti ormai hanno la certezza che Big Daddy morirà di lì a poco, nessuno lo ammette e continuano a vivere come se ciò non dovesse accadere; inoltre il testamento di Big Daddy non sarà scritto, lasciando aperti tutti i giochi.
Infine, Maggie e Brick vivranno nella menzogna della gravidanza di lei, risolvendosi a vivere l'uno con l'altra, nonostante la sessualità non dichiarata di lui e la generale mancanza d'amore.

## Rappresentazioni
La prima assoluta è stata il 24 marzo 1955 al Morosco Theatre di New York, per 694 repliche, regia di  Elia Kazan, con Barbara Bel Geddes (Maggie), Ben Gazzara (Brick), Burl Ives (Big Daddy), Mildred Dunnock (Big Mama), Pat Hingle (Gooper), Madeleine Sherwood (Mae), R.G. Armstrong (Doctor Baugh).
La prima italiana è stata rappresentata il 18 gennaio 1958 al Teatro Manzoni di Milano per la regia del francese Raymond Rouleau, con Gabriele Ferzetti (Brick), Lea Padovani (Maggie), Gino Cervi (Big Daddy), Vittorina Benvenuti, Irene Aloisi, Arturo Dominici.

## Adattamenti cinematografici
L'opera di Tennessee Williams è stata oggetto, nel corso degli anni, di vari adattamenti sia per la televisione che per il cinema. Tra i vari adattamenti sono da ricordare:
- La gatta sul tetto che scotta (Cat on a Hot Tin Roof) (1958) - film con Elizabeth Taylor (Maggie), Paul Newman (Brick), Burl Ives (Big Daddy) e Judith Anderson (Big Mama)
- La gatta sul tetto che scotta (Cat on a Hot Tin Roof) (1976) - film TV trasmesso negli Stati Uniti dalla PBS e interpretato da Natalie Wood e Robert Wagner nei panni di Maggie e Brick, e da Laurence Olivier in quelli di Big Daddy
- La gatta sul tetto che scotta (1985) - film TV interpretato da Jessica Lange (Maggie) e Tommy Lee Jones (Brick)

## Edizioni italiane
- La gatta sul tetto che scotta, traduzione di Gerardo Guerrieri, 1958.
- La gatta sul tetto che scotta, traduzione di Paolo Bertinetti, Collezione di teatro n.458, Torino, Einaudi, 2022, ISBN 978-88-062-5394-3.